# Акасьете, Сантьяго
Ви́льмер Сантья́го Акасье́те Арьяде́ла (исп. Wilmer Santiago Acasiete Ariadela; 22 ноября 1977, Кальяо, Перу) — перуанский футболист, защитник. Бронзовый призёр Кубка Америки 2011 года и участник Кубка Америки 2007 года и участник двух Кубков Америки 2004 и 2007 годов. Обладатель Южноамериканского кубка 2003 года и Рекопы Южной Америки 2004 года в составе «Сьенсиано».

## Карьера

### Клубная
Сантьяго Акасьете начал свою профессиональную карьеру в клубе «Депортиво Ванка» в 1995 году. Только в 2000 году клуб смог выйти в высший дивизион чемпионата Перу. В чемпионате 2001 года Акасьете принял участие в 42-х матчах клуба, в которых он забил 3 гола. Следующий год Акасьете провёл в клубе «Университарио» за который он сыграл в чемпионате 36 игр и забил 2 гола. Следующие два года перуанец провёл в клубе «Сьенсиано», с которым в 2003 году он выиграл Южноамериканский кубок, а в следующем выиграл Рекопу Южной Америки. Причём в матче Рекопы с «Бока Хуниорс» Акасьете реализовал последний пенальти своей команды. Вскоре Акасьете в качестве свободного агента перешёл в клуб испанской Сегунды «Альмерию».
В Испании Санти Акасьете на данный момент провёл уже 7 сезонов, три первых он провёл в Сегунде, и ещё четыре в Примере. За это время он сыграл за «Альмерию» 180 матчей в чемпионате в которых забил 12 голов. В чемпионате 2010/11 Акасьете сыгравший в 20-и матчах не смог помочь своему клубу, который занял последнее 20-е место и вылетел обратно в Сегунду. Однако в этом же сезоне «Альмерия» смогла дойти до полуфинала Кубка Испании, в котором уступила «Барселоне». На данный момент это наивысшее достижение Акасьете за его карьеру в Испании. В 2007 году Сантьяго Акасьете получил испанский паспорт, с тех пор он больше не считается легионером в испанском чемпионате.
В 2012 году вернулся в Перу и выступает за «Сьенсиано».

### В сборной
В сборной Перу Сантьяго Акасьете дебютировал 18 февраля 2004 года в товарищеском матче со сборной Испании, завершившимся поражением перуанцев со счётом 1:2. Акасьете появился на поле лишь на 70-й минуте.
В том же году Акасьете принял участие в Кубке Америки. На том Кубке Акасьете принял участие во всех четырёх матчах своей сборной и даже отличился голом в ворота сборной Венесуэлы.
В 2007 году Акасьете принял участие в своём втором Кубке Америки. Ну турнире он сыграл в трёх матчах, а его сборная остановилась на стадии четвертьфинала.
После отборочного матча чемпионата мира 2010 года со сборной Бразилии, прошедшего 18 ноября 2007 года, Акасьете вместе с другими игроками сборной Перу Клаудио Писарро, Джефферсоном Фарфаном и Андресом Мендосой устроил вечеринку, на которой они и употребляли алкоголь в обществе проституток. Федерация перуанского футбола за нарушение спортивного режима отстранила всех четырёх футболистов от игр за сборную на полтора года и оштрафовала каждого на 10,000 фунтов. Впоследствии всем футболистам кроме Андреса Мендосы дисквалификацию уменьшили с восемнадцати месяцев до трёх.
В 2011 году Акасьете вновь попал в заявку сборной на Кубок Америки, свой третий по счёту. Акасьете сыграл в четырёх матчах своей сборной, пропустив четвертьфинальный матч со сборной Колумбии и матч за третье место со сборной Венесуэлы. На Кубке сборная Перу заняла итоговое третье место.
Всего за сборную Перу Сантьяго Акасьете сыграл 38 матчей, в которых забил 2 гола.

## Достижения

### Командные
Сборная Перу
- Бронзовый призёр Кубка Америки: 2011
- Обладатель Кубка Кирин: 2011

 «Сьенсиано»
- Обладатель Южноамериканского кубка: 2003
- Обладатель Рекопы Южной Америки: 2004
- Итого: 2 трофея

## Статистика в сборной
| №  | Дата             | Место проведения | Соперник  | Счёт | Голы | Турнир                    |
| 1  | 18 февраля 2004  | Барселона        | Испания   | 1:2  | -    | Товарищеский матч         |
| 2  | 28 апреля 2004   | Антофагаста      | Чили      | 1:1  | -    | Товарищеский матч         |
| 3  | 1 июня 2004      | Монтевидео       | Уругвай   | 3:1  | -    | Отборочный матч к ЧМ 2006 |
| 4  | 6 июня 2004      | Лима             | Венесуэла | 0:0  | -    | Отборочный матч к ЧМ 2006 |
| 5  | 30 июня 2004     | Ист-Ратерфорд    | Аргентина | 1:2  | -    | Товарищеский матч         |
| 6  | 6 июля 2004      | Лима             | Боливия   | 2:2  | -    | Кубок Америки 2004        |
| 7  | 9 июля 2004      | Лима             | Венесуэла | 3:1  | 1    | Кубок Америки 2004        |
| 8  | 12 июля 2004     | Трухильо         | Колумбия  | 2:2  | -    | Кубок Америки 2004        |
| 9  | 17 июля 2004     | Чиклайо          | Аргентина | 0:1  | -    | Кубок Америки 2004        |
| 10 | 4 сентября 2004  | Лима             | Аргентина | 1:3  | -    | Отборочный матч к ЧМ 2006 |
| 11 | 9 октября 2004   | Ла-Пас           | Боливия   | 0:1  | -    | Отборочный матч к ЧМ 2006 |
| 12 | 13 октября 2004  | Асунсьон         | Парагвай  | 1:1  | -    | Отборочный матч к ЧМ 2006 |
| 13 | 17 ноября 2004   | Лима             | Чили      | 2:1  | -    | Отборочный матч к ЧМ 2006 |
| 14 | 30 марта 2005    | Лима             | Эквадор   | 2:2  | -    | Отборочный матч к ЧМ 2006 |
| 15 | 4 июня 2005      | Барранкилья      | Колумбия  | 0:5  | -    | Отборочный матч к ЧМ 2006 |
| 16 | 12 октября 2005  | Такна            | Боливия   | 4:1  | 1    | Отборочный матч к ЧМ 2006 |
| 17 | 3 июня 2007      | Мадрид           | Эквадор   | 2:1  | -    | Товарищеский матч         |
| 18 | 6 июня 2007      | Барселона        | Эквадор   | 0:2  | -    | Товарищеский матч         |
| 19 | 26 июня 2007     | Мерида           | Уругвай   | 3:0  | -    | Кубок Америки 2007        |
| 20 | 30 июня 2007     | Сан-Кристобаль   | Венесуэла | 0:2  | -    | Кубок Америки 2007        |
| 21 | 8 июля 2007      | Баркисимето      | Аргентина | 0:4  | -    | Кубок Америки 2007        |
| 22 | 8 сентября 2007  | Лима             | Колумбия  | 2:2  | -    | Товарищеский матч         |
| 23 | 12 сентября 2007 | Лима             | Боливия   | 2:0  | -    | Товарищеский матч         |
| 24 | 13 октября 2007  | Лима             | Парагвай  | 0:0  | -    | Отборочный матч к ЧМ 2010 |
| 25 | 17 октября 2007  | Сантьяго         | Чили      | 0:2  | -    | Отборочный матч к ЧМ 2010 |
| 26 | 18 ноября 2007   | Лима             | Бразилия  | 1:1  | -    | Отборочный матч к ЧМ 2010 |
| 27 | 21 ноября 2007   | Кито             | Эквадор   | 1:5  | -    | Отборочный матч к ЧМ 2010 |
| 28 | 4 сентября 2010  | Торонто          | Канада    | 2:0  | -    | Товарищеский матч         |
| 29 | 7 сентября 2010  | Форт-Лодердейл   | Ямайка    | 2:1  | -    | Товарищеский матч         |
| 30 | 29 марта 2011    | Гаага            | Эквадор   | 0:0  | -    | Товарищеский матч         |
| 31 | 1 июня 2011      | Ниигата          | Япония    | 0:0  | -    | Кубок Кирин               |
| 32 | 4 июня 2011      | Мацумото         | Чехия     | 0:0  | -    | Кубок Кирин               |
| 33 | 28 июня 2011     | Лима             | Сенегал   | 1:0  | -    | Товарищеский матч         |
| 34 | 4 июля 2011      | Сан-Хуан         | Уругвай   | 1:1  | -    | Кубок Америки 2011        |
| 35 | 8 июля 2011      | Мендоса          | Мексика   | 1:0  | -    | Кубок Америки 2011        |
| 36 | 12 июля 2011     | Мендоса          | Чили      | 0:1  | -    | Кубок Америки 2011        |
| 37 | 19 июля 2011     | Ла-Плата         | Уругвай   | 0:2  | -    | Кубок Америки 2011        |
| 38 | 5 сентября 2011  | Ла-Пас           | Боливия   | 0:0  | -    | Товарищеский матч         |

Итого: 38 матчей / 2 гола; 7 побед, 11 ничьих, 16 поражений.
| Год   | Матчи Кубка Америки | Матчи Кубка Америки | Отборочные матчи ЧМ | Отборочные матчи ЧМ | Товарищеские матчи | Товарищеские матчи | Итого | Итого |
| Год   | Игры                | Голы                | Игры                | Голы                | Игры               | Голы               | Игры  | Голы  |
| ----- | ------------------- | ------------------- | ------------------- | ------------------- | ------------------ | ------------------ | ----- | ----- |
| 2004  | 4                   | 1                   | 6                   | 0                   | 3                  | 0                  | 13    | 1     |
| 2005  | 0                   | 0                   | 3                   | 1                   | 0                  | 0                  | 3     | 1     |
| 2006  | 0                   | 0                   | 0                   | 0                   | 0                  | 0                  | 0     | 0     |
| 2007  | 3                   | 0                   | 4                   | 0                   | 4                  | 0                  | 11    | 0     |
| 2008  | 0                   | 0                   | 0                   | 0                   | 0                  | 0                  | 0     | 0     |
| 2009  | 0                   | 0                   | 0                   | 0                   | 0                  | 0                  | 0     | 0     |
| 2010  | 0                   | 0                   | 0                   | 0                   | 2                  | 0                  | 2     | 0     |
| 2011  | 4                   | 0                   | 0                   | 0                   | 5                  | 0                  | 9     | 0     |
| Итого | 11                  | 1                   | 13                  | 1                   | 14                 | 0                  | 38    | 2     |